# Thurnia polycephala
Thurnia polycephala är en gräsväxtart som beskrevs av Ludwig Schnee. Thurnia polycephala ingår i släktet Thurnia och familjen Thurniaceae. Inga underarter finns listade i Catalogue of Life.